# Beatrice Vitoldi
 (septembre 2013).
Beatrice Vitoldi, née à Salerne (Italie) le 15 décembre 1895 et morte en novembre 1939 (à 43 ans), est une actrice de cinéma et diplomate soviétique.

## Liminaire
Beatrice Vitoldi est célèbre pour le seul rôle qu'elle ait tenu au cinéma, celui de la mère au landau dans Le Cuirassé Potemkine (1925) de Sergueï Eisenstein et également pour avoir été le premier ambassadeur permanent d'Union soviétique en Italie[réf. nécessaire].

## Biographie
Née en 1895 en Italie, Beatrice Vitoldi a cinq ans quand ses parents émigrent à Riga où son père, un ingénieur, a été appelé comme consultant auprès de la société germano-russe Russisch-Baltischen Waggonfabrik (connue par après sous le nom de Russo-Balt). La famille déménage ensuite à Saint-Pétersbourg où son père travaillera dans une usine de machines-outils.
Intéressée par les arts et la politique, elle rencontre plusieurs bolcheviks et fait connaissance de Sergei Eisenstein, venu lui aussi de Riga à Saint-Pétersbourg. Elle participe activement à la Révolution bolchevique, puis travaille comme secrétaire auprès de l'organisation Proletkoult. En 1925, elle joue le rôle de la femme au landau, rôle qui l'a rendue célèbre dans toute l'Union soviétique. À partir de 1931, elle travaille à l'ambassade soviétique en Italie. En 1937, rappelée à Moscou, elle est arrêtée au cours de la Grande Purge puis jugée. Comme pour de nombreuses victimes de la purge, les circonstances exactes de sa mort demeurent inconnues.